# Controversy (singolo Prince)
Controversy è un singolo del cantante statunitense Prince, pubblicato nel settembre 1980 come primo estratto dall'album in studio omonimo.

## Descrizione
Controversy rappresenta una risposta che Prince volle dare sulle indiscrezioni svolte in quegli anni riguardo alla sua vita privata, e in particolare riguardo alla sua etnia e al suo orientamento sessuale. Parlando delle parole, la canzone è costituita da due strofe principali,  divise dal ritornello, con il titolo ripetuto per tutta la traccia. A esattamente metà della canzone Prince recita per intero il Padre Nostro, cosa che avrebbe portato molti critici a definire il brano "blasfemo".
Le parole centrali del testo sono "People call me rude / I wish we all were nude / I wish there was no black and white / I wish there were no rules ("La gente mi chiama maleducato / Vorrei che fossimo tutti nudi / Vorrei che non ci fossero il bianco e il nero / Vorrei che non ci fossero regole"), nonché le parole iniziali "Am I black or white / Am I straight or gay?" ("Sono nero o bianco? / Sono etero o gay?").
La canzone venne pubblicata il 2 settembre 1981, come vinile assieme a When You Were Mine, traccia di successo tratta dall'album precedente dell'artista, Dirty Mind.

## Successo commerciale
Controversy negli Stati Uniti raggiunse la terza posizione nella classifica Soul Singles, nonché la numero 70 nella Billboard Hot 100.
Il 29 novembre 1993, inserita nel greatest hits di Prince The Hits/The B-Sides, la canzone venne nuovamente pubblicata nel Regno Unito come singolo, e ritornò a scalare le classifiche del Paese, raggiungendo il quinto posto nel dicembre 1993.
Controversy fu anche la prima canzone di Prince ad arrivare nelle classifiche d'Australia, dove raggiunse il picco alla posizione n° 15.
Infine, insieme alla hit Let's Work, Controversy fu la prima delle sette canzoni dance di Prince ad entrare nelle classifiche mondiali.

## Tracce
- 7"

1. Controversy
2. When You Were Mine